# جولیو کاچینی

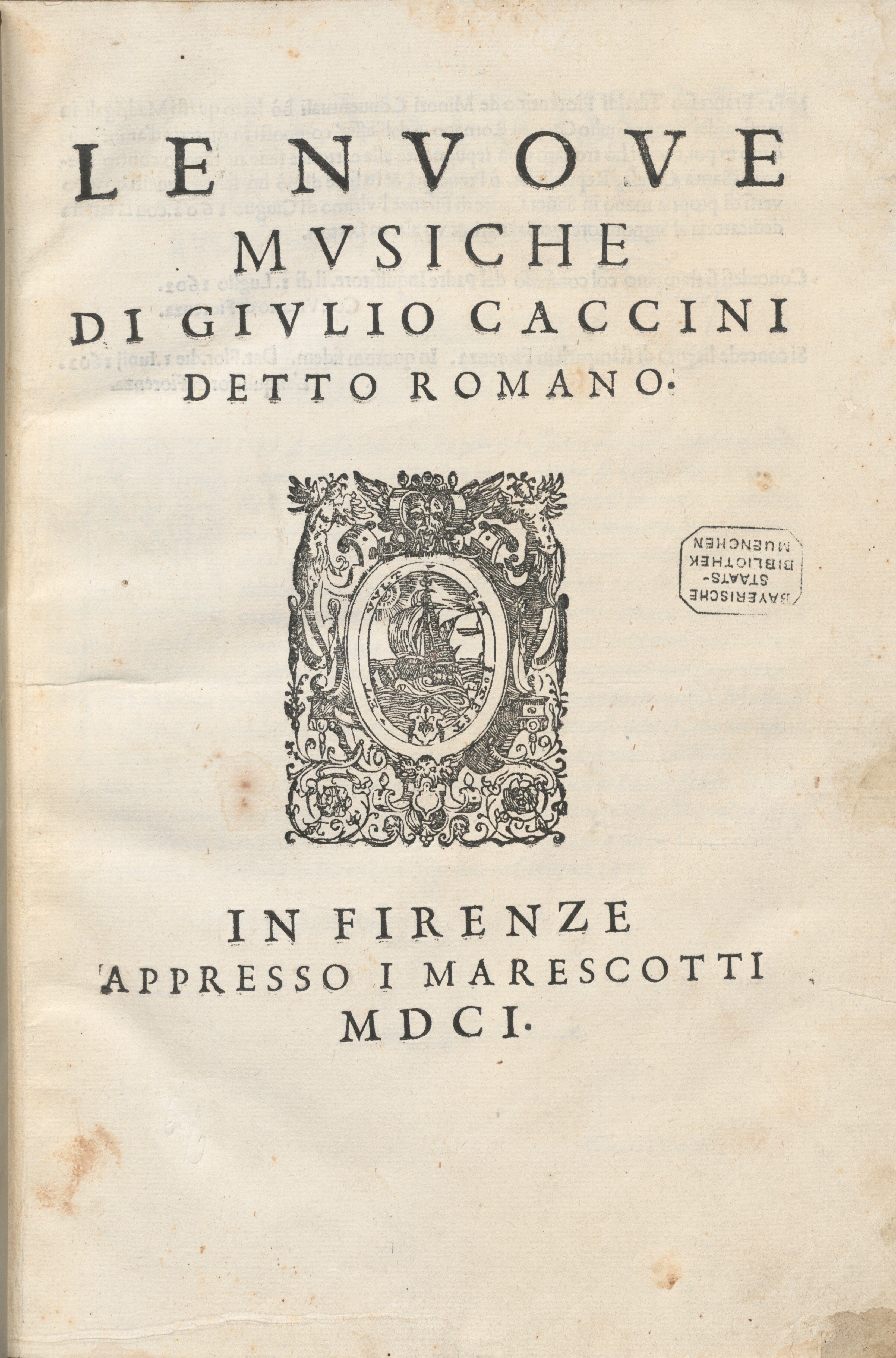
صفحهٔ عنوانِ مجموعه‌ای از آثار او با عنوان موسیقی‌های نو ، به تاریخِ ۱۶۰۱

جولیو کاچینی (به ایتالیایی: Giulio Caccini)، همچنین معروف به جولیو رومانو (به ایتالیایی: Giulio Romano) (زادهٔ ۸ اکتبر ۱۵۵۱ – به‌خاک‌سپردهٔ ۱۰ دسامبر ۱۶۱۸)، آهنگساز، معلم موسیقی، خواننده، نوازنده، و نویسندهٔ اواخر دورهٔ رنسانس و اوایل دورهٔ باروک بود. او از بنیان‌گذاران اپرا و از آغازگران مؤثرِ موسیقی باروک بود.
دو دخترِ او نیز از موسیقی‌دانان معروف دورهٔ باروک بودند:
- فرانچسکا کاچینی (۱۵۸۷–۱۶۴۱)، آهنگساز، خواننده، نوازندهٔ لوت، شاعر و معلم موسیقی دورهٔ باروک بود.
- سِتیمیا کاچینی (۱۵۹۱ - حدود ۱۶۳۸) نیز خواننده و آهنگساز و از موفق‌ترین موسیقی‌دانان آغازِ سدهٔ ۱۷ بود.

برادرش، جووانی کاچینی (۱۵۵۶–۱۶۱۳)، از مجسمه‌سازان نامدار فلورانس بود.